# Endalo
Endalo is een bestuurslaag in het regentschap Empat Lawang van de provincie Zuid-Sumatra, Indonesië. Endalo telt 677 inwoners (volkstelling 2010).